# Театральна вулиця (Кропивницький)
Театральна вулиця — вулиця в Подільському районі міста Кропивницького, центральна вулиця міста.
Пролягає від вулиці Олефіренка до вулиці Великої Перспективної. Дворцову вулицю перетинають вулиці Кавалерійська, Нейгауза, Шульгиних, Володимира Панченка та В'ячеслава Чорновола.
На вулиці розташований музично-драматичний театр, багато пам'яток архітектури, парк культури та відпочинку «Ковалівський».
Від площі Героїв Майдану до вулиці Нейгауза є пішохідною.

## Історія

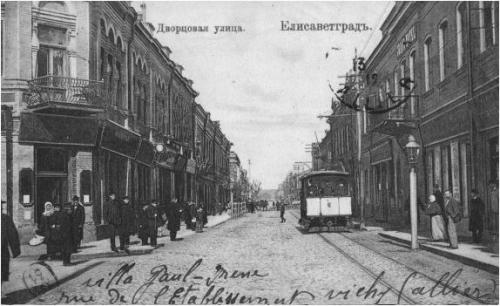
Дворцова вулиця на початку XX століття.

У вересні 1847 року починається історія вулиці Дворцової, коли імператор Микола І заклав перший камінь під будинок палацу для прийому «найвищих осіб» — саме від палацу до вулиці Великої Перспективної і пролягла нова вулиця. Окрасою вулиці був Зимовий театр.
1897 року вулицею пролягла перша лінія Єлисаветградського трамваю.
25 березня 1919 року більшовицька влада перейменувала вулиці Дворцову та Верхньодонську на вулицю Леніна, об'єднавши однією назвою дві вулиці.
Уже за кілька місяців настав час денікінської окупації й назва «Дворцова» повернулась. Пізніше більшовики знову перейменували вулицю на Леніна. У 1941 році, одразу ж після окупації, нацисти знову повернули назву вулиці, яка знову була змінена після повернення радянської влади.
Перший, і тепер найстаріший на цій вулиці, будинок Г. В. Соколова-Бородкіна (на розі Дворцової та Театральної), предводителя повітового дворянства. Будинок побудований в стилі класицизму за проектом А. М. Достоєвського. У ньому жили чотири покоління Соколових-Бородкін до самої революції. Меліц Соколова-Бородкіна покине його в 1920 році. Навпроти будинку Соколова-Бородкіна театральний готель «Версаль» (нині музично-педагогічний факультет ЦДПУ) у стилі неокласицизму. Побудований в 50-ті роки XIX сторіччя, також належав Соколовим-Бородкіним. Також проект Достоєвського.
27 жовтня 2011 року сесія Кіровоградської міської ради, разом з перейменуванням ще трьох вулиць міста, перейменувала вулицю Леніна на Дворцову. Перейменуванню передували протести професорсько-викладацького складу філологічного факультету ЦДПУ імені Володимира Винниченка, які вказували на те що слово «Дворцова» є суржиком й пропонували перейменувати вулицю на «Театральну» на честь 130-річчя появи на цій вулиці в 1882 році першого українського професійного театру. Перейменовано було лише фрагмент вулиці Леніна від вулиці Фрунзе до вулиці Кропивницького, а від вулиці Кропивницького до вулиці Світлої лишилася стара назва — вулиця Леніна. У 2016 році частина Дворцової від Великої Перспективної до Кропивницького приєднана до вулиці Архітектора Паученка.
Рішенням Кропивницької міської ради від 12 травня 2022 року вулиця Дворцова перейменована на Театральну.

## Світлини

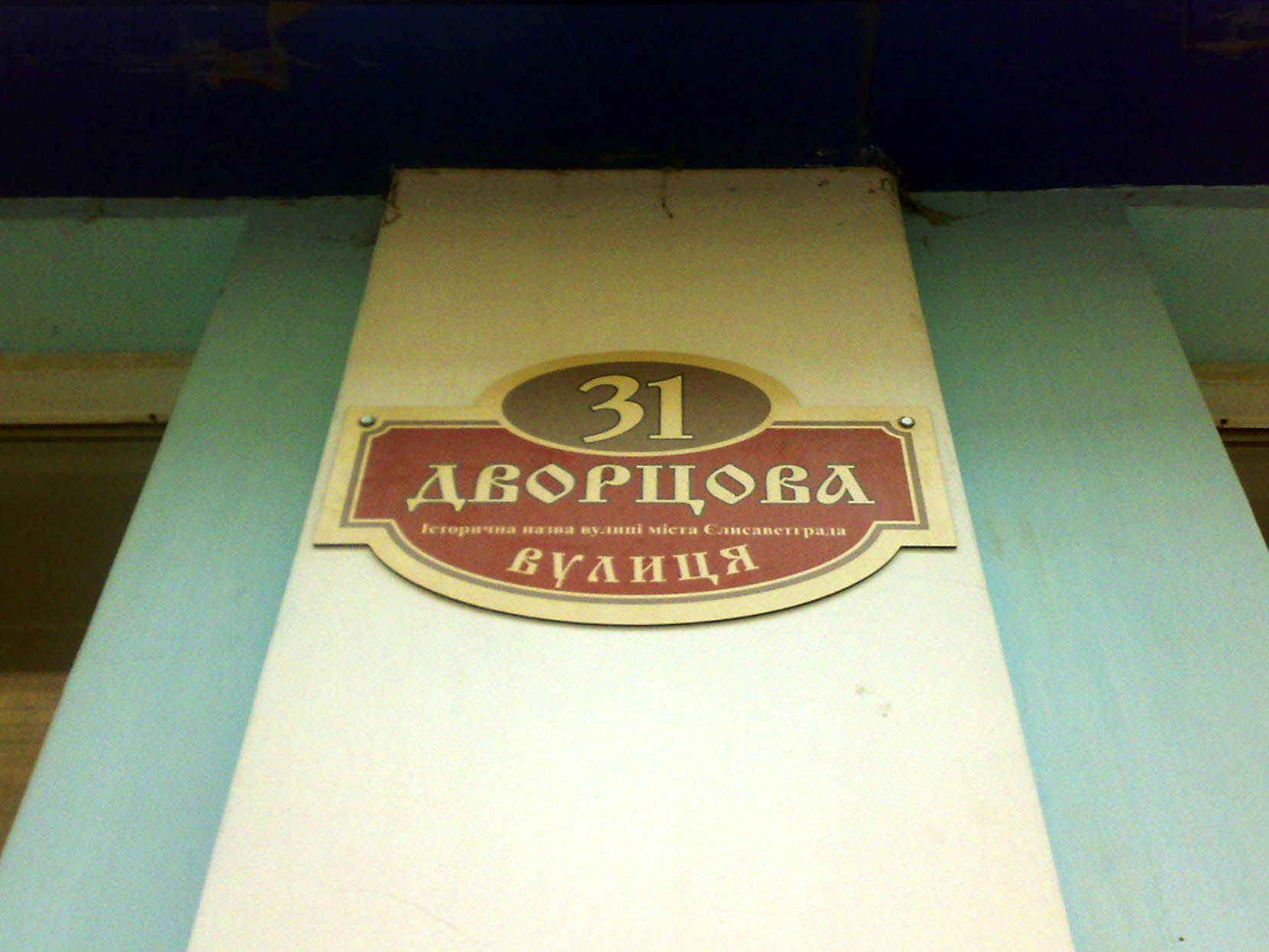
Стара табличка на будинку по вул. Театральній
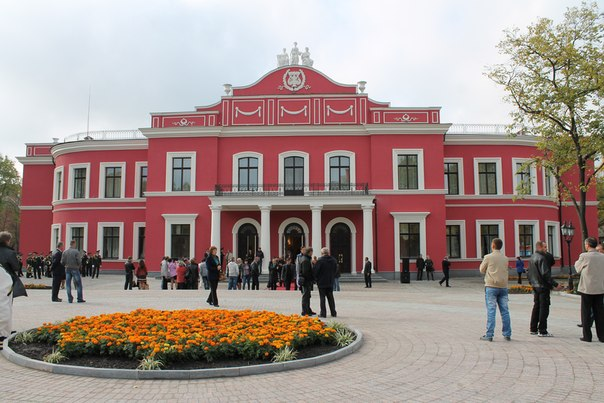
Театральна 4. Кропивницький академічний український музично-драматичний театр імені М. Л. Кропивницького
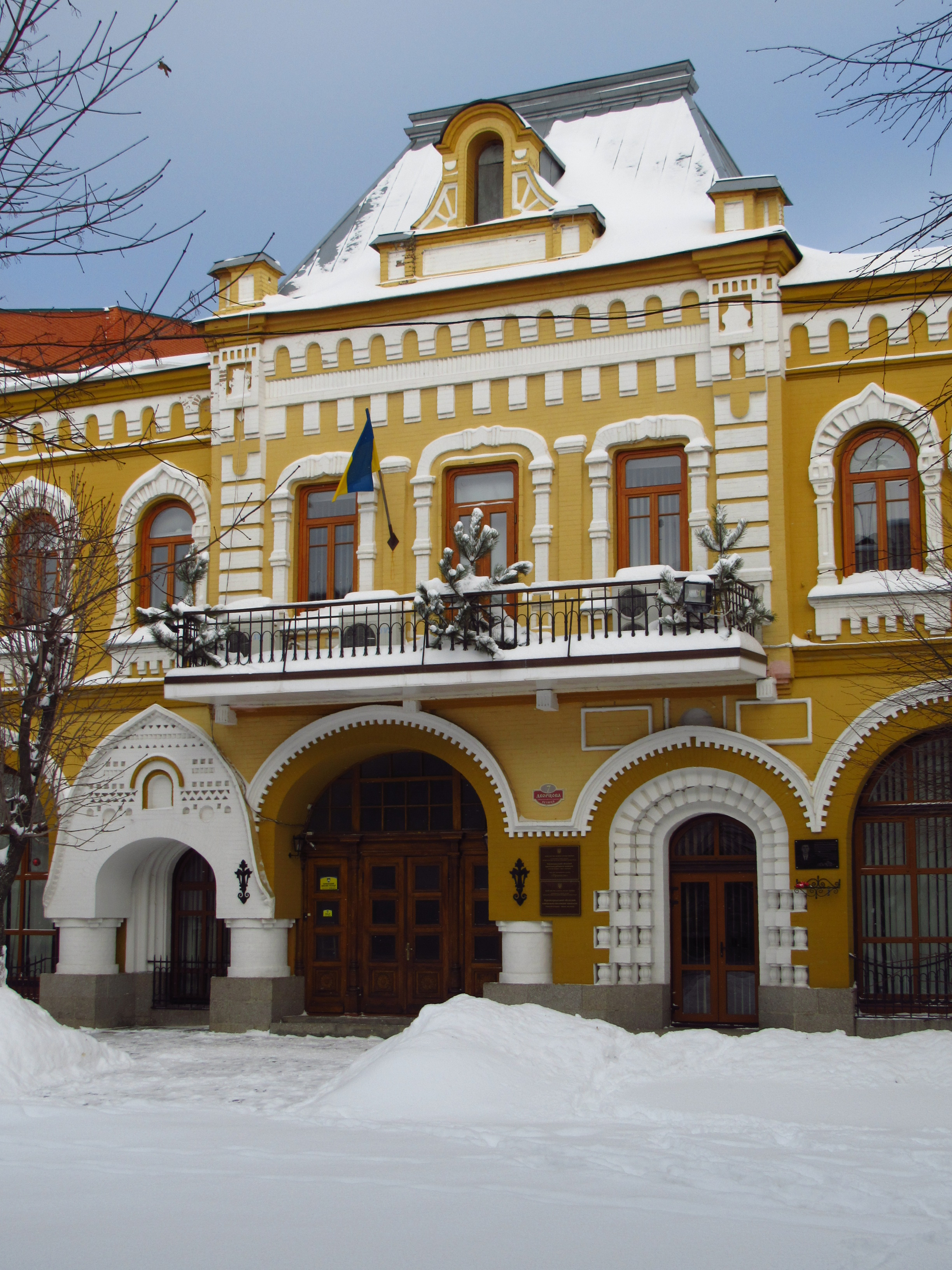
Театральна 7. Гімназія-інтернат - школа мистецтв
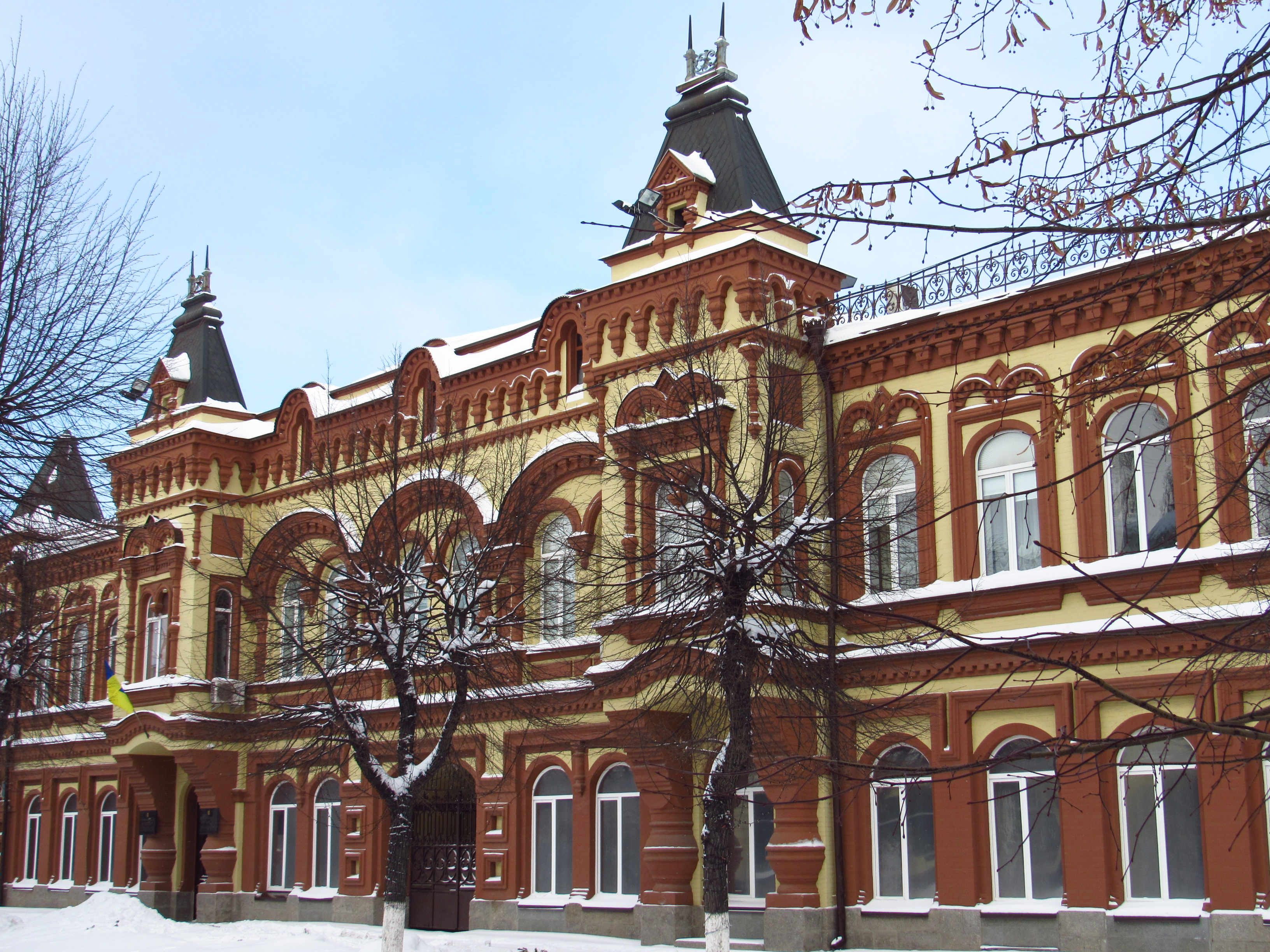
Театральна 9. Будівля СБУ
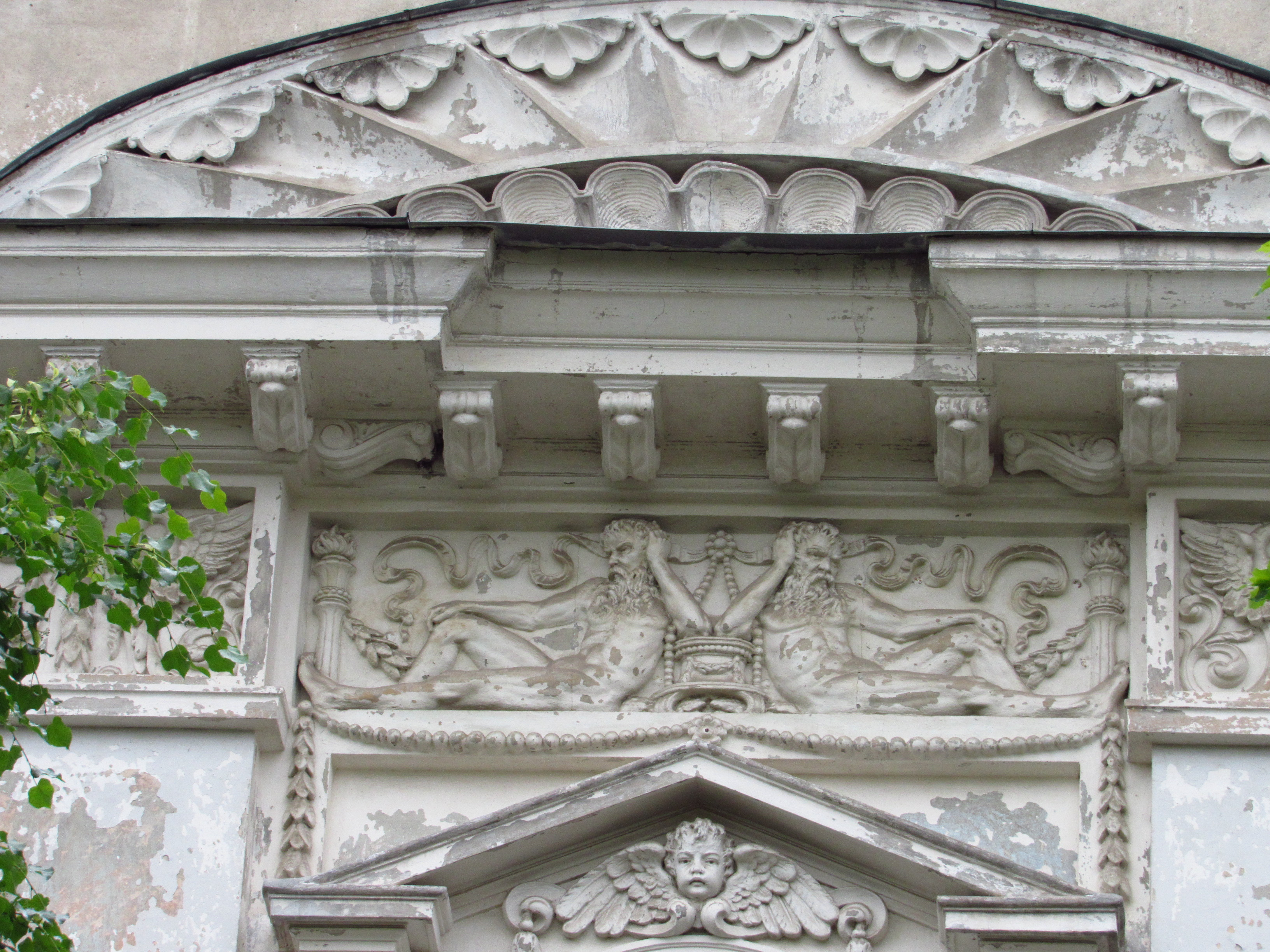
Театральна 10. Фрагмент фасаду
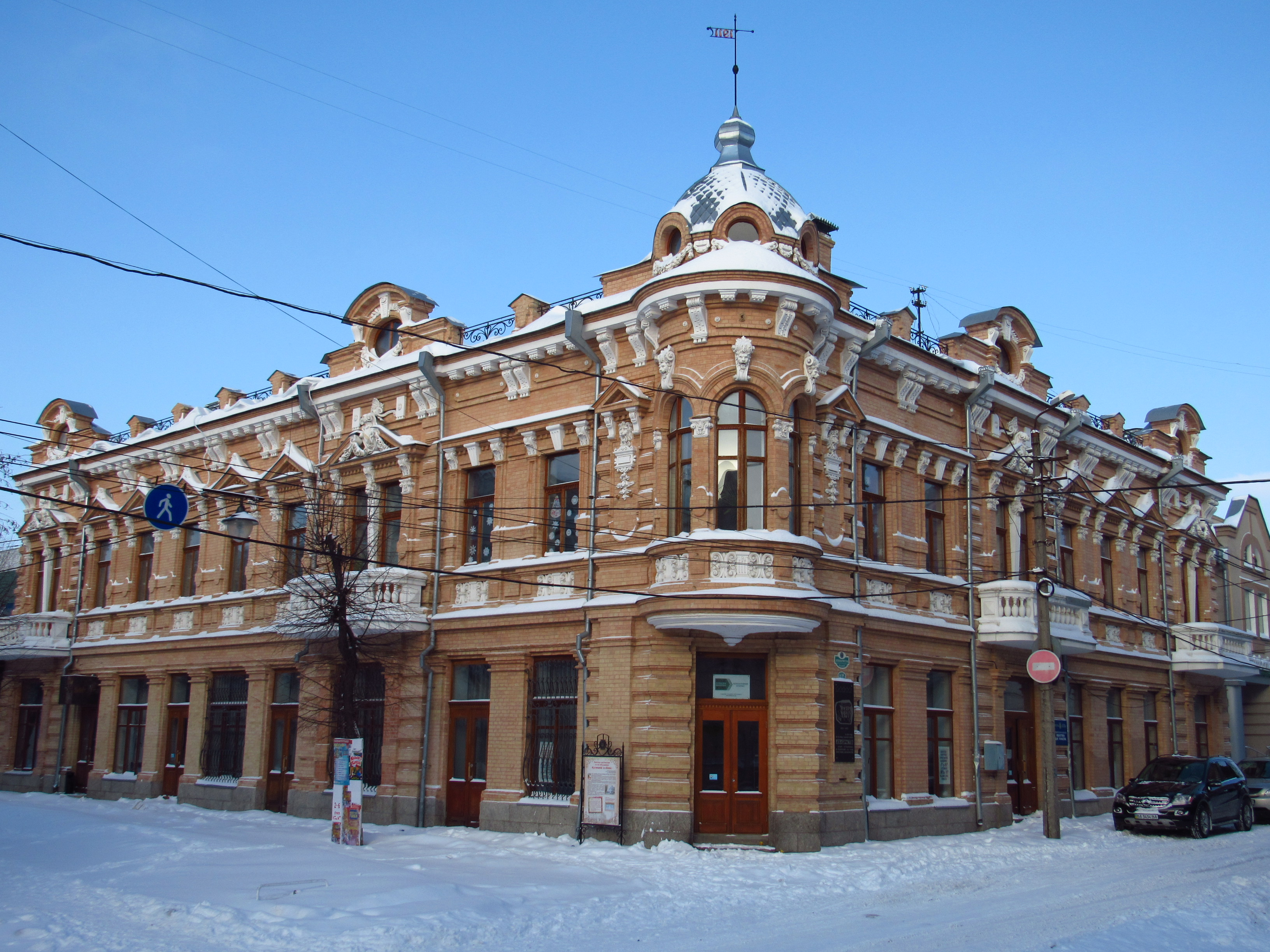
Театральна 15/6. Кропивницька обласна бібліотека для юнацтва
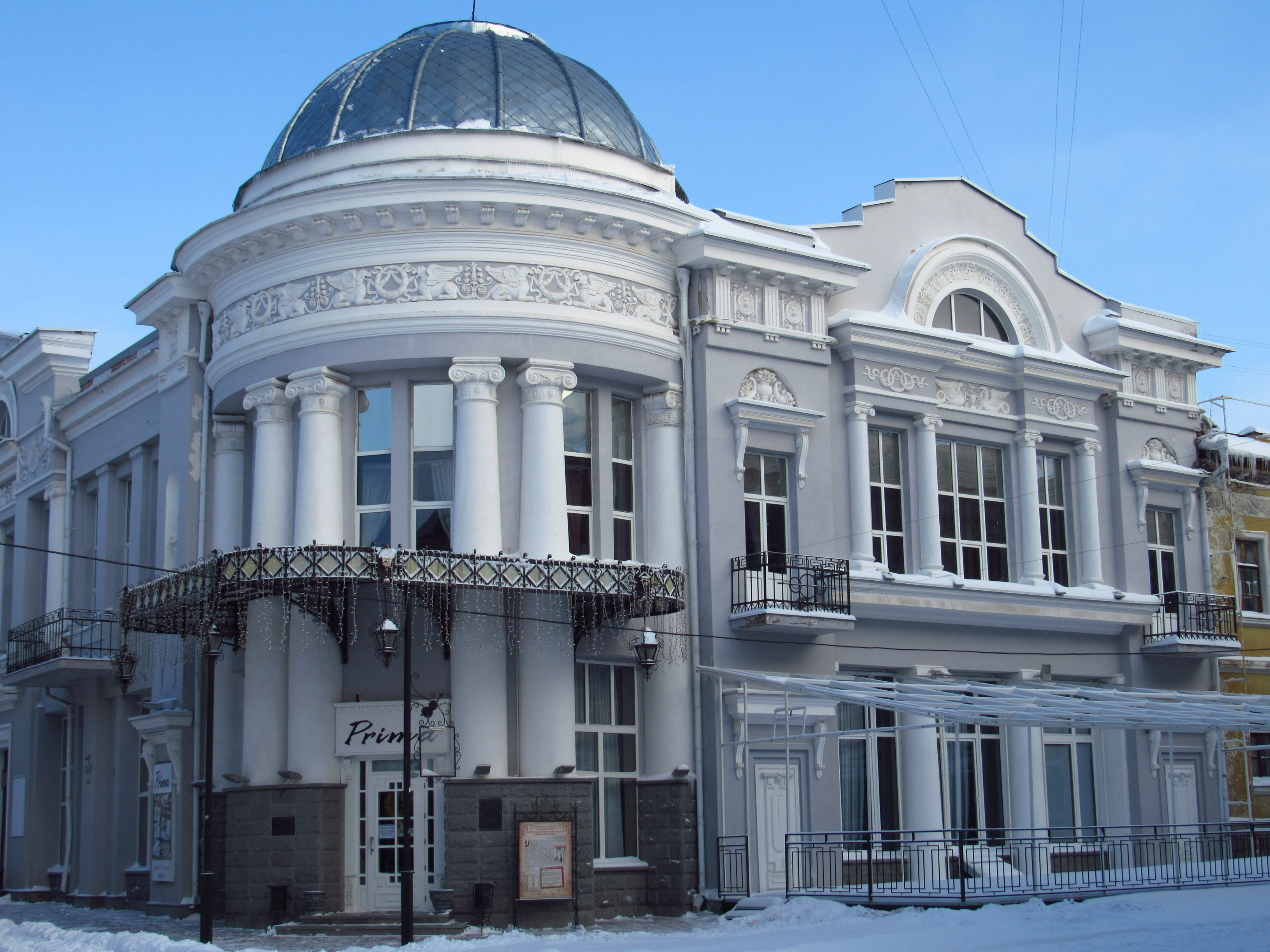
Театральна 17/7. Ресторан "Prima"
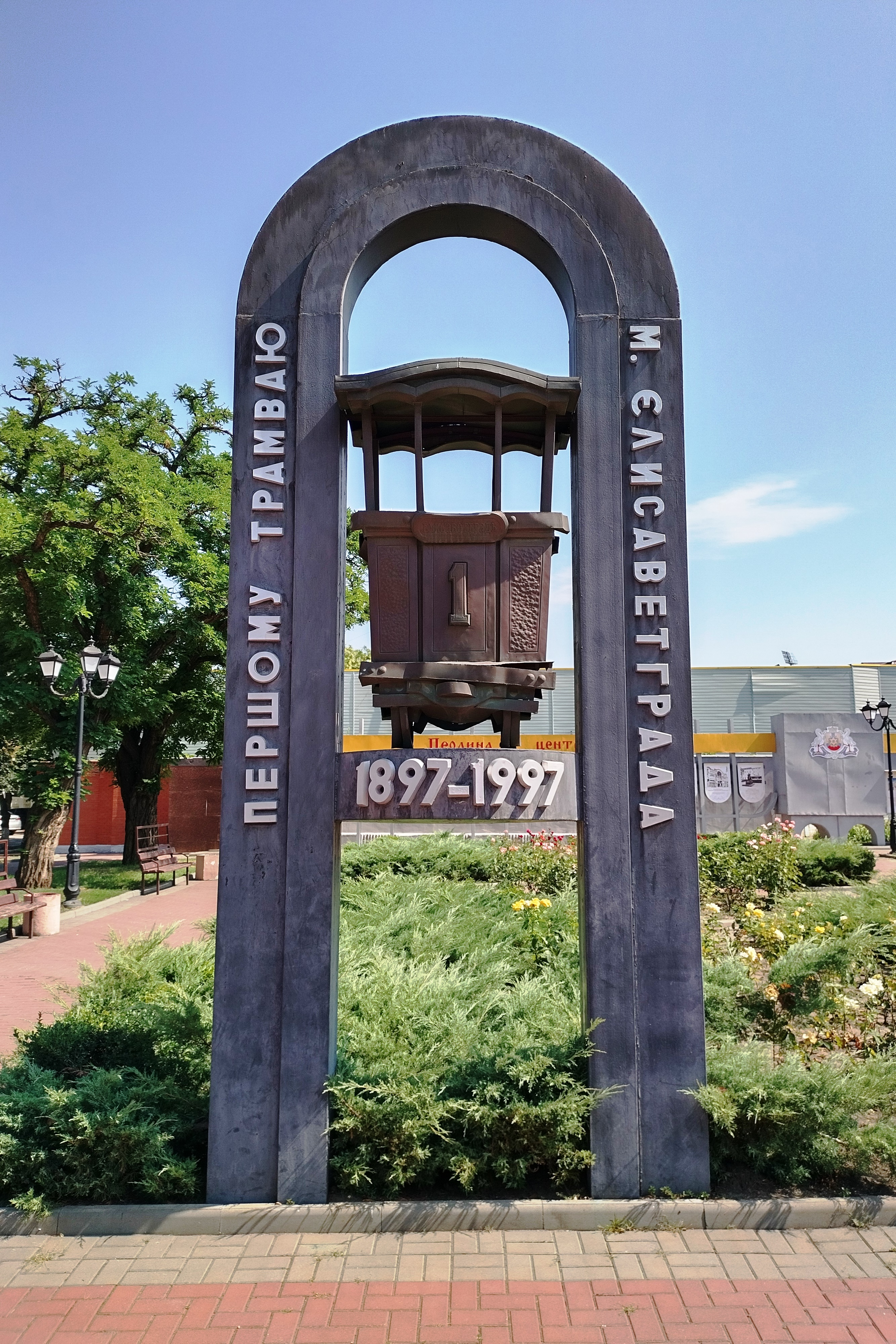
Пам'ятник першому трамваю м. Єлисаветграда
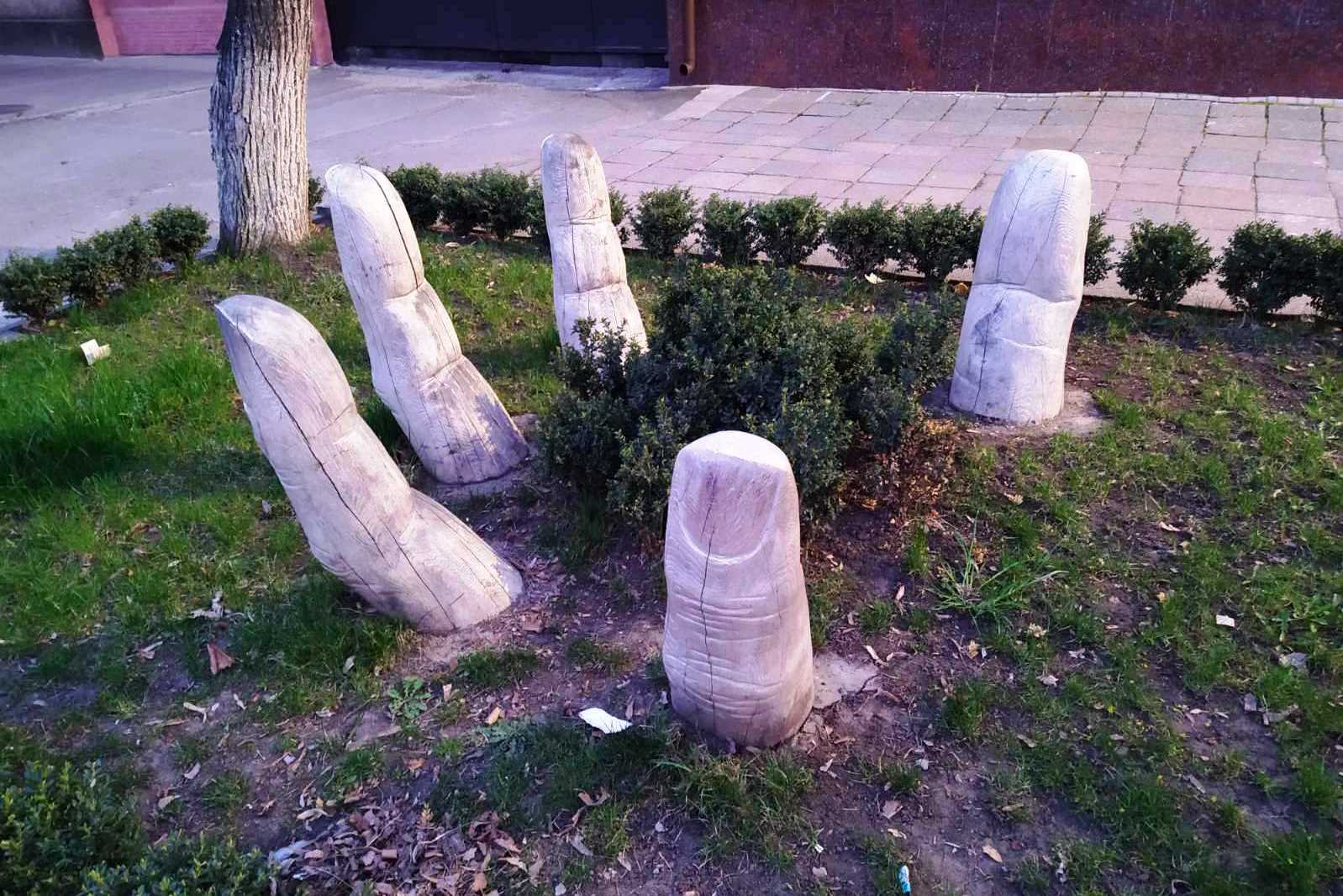
Артоб'єкт "Пальці"

## Джерело
- Матівос Ю. М. Вулицями рідного міста, Кіровоград: ТОВ «Імекс-ЛТД», стор. 20-21